# 风云年代
《風雲年代》是2016年中国内地的虛構戰爭电视剧，由劉雪松执导，張鐸、楊明娜、徐百卉、石文中、李亞天、林棟甫、原子霏、胡祿仁等主演。於2016年7月2日中國央視第8頻道首播

## 剧情简介
1945年，美籍华人米兰妮逃进了中华民国驻英大使馆，她带来了雅尔塔密约的情报。武官梁铜智慧地迫使雅尔塔协议公开，震惊了世界。蒋介石为加强对政权的控制，不惜与日本人议和。共产党方面为了民族的长远利益，坚决反对独裁。梁铜作为共产党员，发现了阴谋并传递给上级。梁铜向上级汇报了国民党的接收计划，为中共进军东北提供了必要的参考。国民党背弃“双十协定”，内战爆发。我华东、中原野战军一把抓住正在南逃的黄百韬兵团，而梁铜按照共产党的指挥，利用在国民党高位进行部署，使得国民党军队的战场形势更乱。国民党军队一个一个被分割消灭。梁铜，最终率部在四川起义，从而打破了国民党“防守四川，等待时局”的妄想

## 演员列表
| 演员   | 角色   | 角色简介 | 备注                                   |
| 張鐸   | 梁銅   | 国民党少将军官兼地下共产党员。 |                                        |
| 石文中 | 曾光希 | 国民党军统站站长。 | 梁铜昔日同学                           |
| 楊明娜 | 秀姑   | 川军将领周应魁的女儿，特殊的家庭背景造就了秀姑大大咧咧的性格，是个“女汉子”。重情重义，真性情，为了等候有着婚约的青梅竹马梁铜，一直在家乡苦苦守候。 |                                        |
| 徐百卉 | 米蘭妮 | 受雇于美国大使馆的英国使节威廉遗孀，受俄羅斯特工训练，却心动梁铜 。                                                                                | 有一張梁銅初戀女友水珠一模一樣的面容。 |
| 原子霏 | 施洋   | |                                        |
| 李亞天 | 胡子奇 | |                                        |
| 胡祿仁 | 武夢祥 | 国民党少将军官兼地下共产党员。 |                                        |

## 相关
1. 徐百卉克服零下十几度的严寒雨后低温赤脚狂奔，坚持拍摄。